# Cantón del Bugey saboyano
El cantón del Bugey saboyano (en francés canton du Bugey savoyard) es una división administrativa francesa del departamento de Saboya, en la región de Auvernia-Ródano-Alpes. La cabecera (bureau centralisateur en francés) está en Yenne.

## Historia
Fue creado por el decreto nº 2014-272 del 27 de febrero de 2014 que entró en vigor en el momento de la primera renovación general de asamblearios departamentales después de dicho decreto, cuestión que pasó en marzo de 2015.

## Composición
| - Avressieux - La Balme - Billième - Champagneux - Chanaz - La Chapelle-Saint-Martin - Chindrieux - Conjux - Gerbaix - Gresin - Jongieux - Loisieux - Lucey - Marcieux - Meyrieux-Trouet - Motz | - Novalaise - Ontex - Rochefort - Ruffieux - Saint-Genix-sur-Guiers - Saint-Jean-de-Chevelu - Saint-Maurice-de-Rotherens - Saint-Paul - Saint-Pierre-d'Alvey - Saint-Pierre-de-Curtille - Sainte-Marie-d'Alvey - Serrières-en-Chautagne - Traize - Verthemex - Vions - Yenne |